# 박차

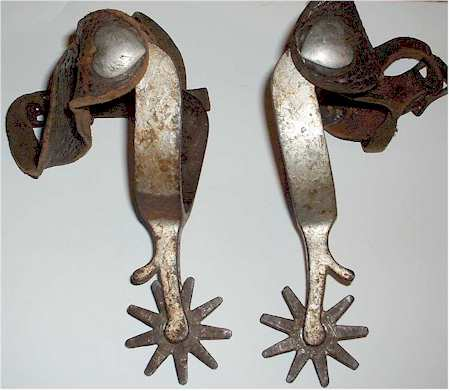
박차

박차(拍車, 영어: spur)는 기승자의 신발 뒤쪽에 부착된 금속으로 말에게 신호를 보낼 때 주로 사용되는 인위부조이다. 승마경기에서는 무딘 박차를 사용한다. 말을 다치게 하거나 절름거리게 할 수 있기 때문에, 초보자는 박차를 사용할 수 없다.